# Kokkojärvi (sjö i Finland, Kajanaland, lat 64,85, long 29,32)
Kokkojärvi är en sjö i Finland. Den ligger i kommunen Suomussalmi i landskapet Kajanaland, i den centrala delen av landet, 600 km norr om huvudstaden Helsingfors. Kokkojärvi ligger 198,6 meter över havet. Den är 12,5 meter djup. Arean är 79 hektar och strandlinjen är 6,56 kilometer lång. Sjön  ingår i Uleälvens huvudavrinningsområde. 